# Naaldboomspanner
De naaldboomspanner (Thera obeliscata) is een nachtvlinder uit de familie van de spanners, de Geometridae. De voorvleugellengte bedraagt tussen de 13 en 17 millimeter. De soort komt verspreid over Europa voor. Hij overwintert als rups.

## Waardplanten
De waardplanten van de naaldboomspanner zijn diverse naaldbomen.

## Voorkomen in Nederland en België
De naaldboomspanner is in Nederland en België een algemene soort, die verspreid over het hele gebied kan worden gezien. De vlinder kent jaarlijks twee generaties die vliegen van eind april tot halverwege oktober.